# Mokokwana
Mokokwana – wieś w Botswanie w dystrykcie Central. Według spisu ludności z 2011 roku wieś liczyła 356 mieszkańców.